# Caradrina predotae
Caradrina predotae là một loài bướm đêm trong họ Noctuidae.